# Nang talung
Nang talung (en tailandès: หนังตะลุง) és un estil tradicional de teatre d'ombres xineses d'origen tailandès. S'han trobat mètodes artístics semblants a Cambotja, Malàsia i Indonèsia. Nang significa "cuir" ("titella de cuir" en aquest cas), i talung és una abreviació de Pattalung, una ciutat del sud de Tailàndia on les ombres xineses sempre havien estat molt populars. A diferència de les titelles de l'estil Nang yai, les quals tenen una mida d'escala real, en l'estil Nang talung les titelles són molt més petites.
Les titelles del sud de Tailàndia eren fetes de cuir i acostumaven a medir entre 15 i 20 centímetres d'alçada. L'espectacle era format per les titelles, el narrador, l'actor i el músic. L'actor i el públic estaven separats per una pantalla blanca mentre durava l'espectacle.

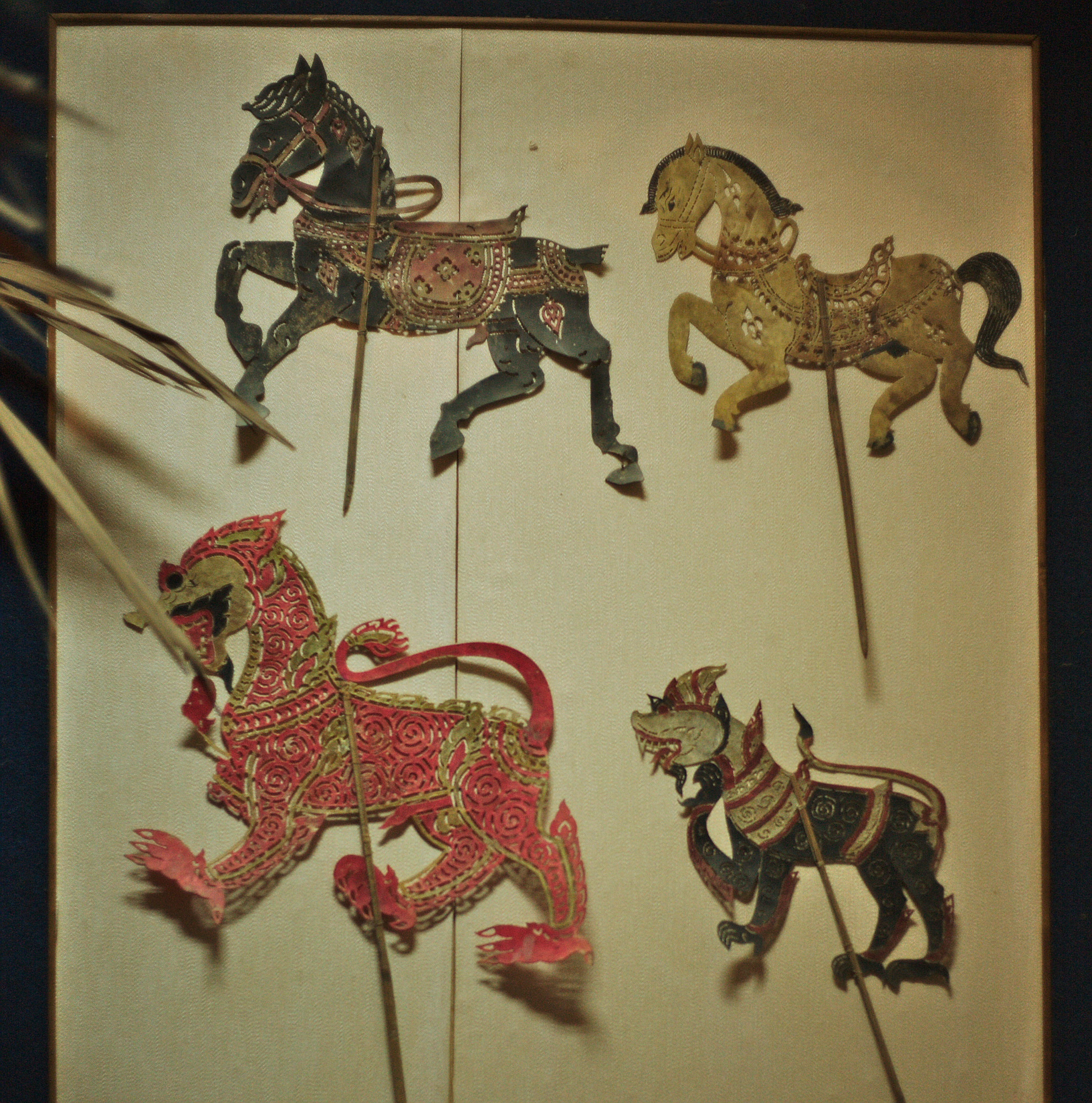
Titelles nang talung amb formes d'animals

Nang talung era extremament popular en la seva època, però actualment està desapareixent a causa de les seves complicacions. Tot i així hi ha una campanya per preservar les tradicions del nang talung per les generacions futures.